# Hamnet Shakespeare
Hamnet Shakespeare (Stratford-upon-Avon, battezzato il 2 febbraio 1585 – Stratford-upon-Avon, sepolto l'11 agosto 1596) è stato l'unico figlio maschio di William Shakespeare e di sua moglie Anne Hathaway.
Morì a undici anni per cause sconosciute. Esistono numerose speculazioni sulla possibile relazione tra Hamnet e la tragedia Amleto; altre teorie postulano connessioni tra la morte di Hamnet e la scrittura del Re Giovanni, Romeo e Giulietta, Giulio Cesare e della Dodicesima Notte. Queste teorie che mettevano in relazione Hamnet coi lavori di suo padre iniziarono a essere popolari all'inizio del XVIII secolo e continuarono a essere sviluppate fino agli anni trenta del Novecento, quando furono accantonate con l'arrivo di movimenti letterari antibiografici come il modernismo e il New Criticism. Più recentemente, con la perdita di consenso del New Criticism, sono riemerse le teorie che mettono in relazione Hamnet coi lavori di suo padre.

## Biografia
Poco si conosce della breve vita del piccolo Shakespeare, che sarebbe stato l'unico a portare avanti il cognome del padre se fosse sopravvissuto. Hamnet e la sua sorella gemella Judith nacquero a Stratford-upon-Avon e furono battezzati il 2 febbraio 1585 nella chiesa della Holy Trinity. I due gemelli furono verosimilmente chiamati così in onore di due amici dei loro genitori: Hamnet Sadler, un panettiere, e sua moglie, Judith. Undici anni più tardi, Hamnet Sadler sottoscrisse come testimone il testamento di Shakespeare e ciò ci dimostra che la loro amicizia era ancora salda.
Quando Hamnet Shakespeare raggiunse i quattro anni, suo padre lavorava già a Londra come drammaturgo. Park Honan ritiene che Hamnet abbia frequentato e completato la scuola primaria prima della sua morte. Fu sepolto a Stratford l'11 agosto 1596. A quel tempo in Inghilterra circa un terzo di tutti i bambini moriva prima dei dieci anni, pertanto la sua morte non fu inusuale per l'epoca.

## Rapporto con altri testi
Le congetture sull'influenza di Hamnet nei lavori del padre non sono limitate all'Amleto. Richard Wheeler sostiene che la morte di Hamnet influenzò la Dodicesima Notte, la quale è centrata su una ragazza che ritiene morto il suo fratello gemello. Wheeler inoltre avanza l'idea che le donne che si travestono da uomini nel Mercante di Venezia, Come vi piace e la Dodicesima Notte sono una rappresentazione della speranza di rivedere Hamnet nella sua sorella gemella Judith. Bill Bryson afferma che il monologo di Costanza nel terzo atto del Re Giovanni (scritto intorno al 1595) è stato ispirato dalla morte di Hamnet; nel discorso Costanza lamenta la perdita del proprio figlio. È possibile, tuttavia, che Hamnet fosse ancora in vita quando il Re Giovanni fu scritto.
Ci sono teorie che coinvolgono Hamnet riguardo a molti altri lavori di Shakespeare. Ad esempio: una scena del Giulio Cesare, in cui Cesare adotta Marco Antonio come sostituzione di suo figlio morto; l'intera tragedia di Romeo e Giulietta come tragica riflessione sulla perdita del proprio figlio; il sentirsi colpevole della perdita del proprio figlio da parte di Alonso nella Tempesta.
Anche il sonetto 37 può essere stato scritto in risposta alla morte di Hamnet. Shakespeare rivolgendosi al fair youth:
To see his active child do deeds of youth

So I, made lame by fortune's dearest spight

Take all my comfort of thy worth and truth;»
vedendo il suo attivo figlio fare atti di giovinezza,

così io, storpiato dal durissimo dispetto della Fortuna,

traggo ogni mio conforto dal tuo valore e onore;»
(William Shakespeare, sonetto 37)
Si tratterebbe comunque di un'allusione molto vaga.
L'afflizione potrebbe avere eco anche in uno dei passaggi più dolorosi che Shakespeare abbia mai scritto, alla fine del Re Lear, quando il monarca riconosce che sua figlia è morta:
Why should a dog, a horse, a rat, have life,

And thou no breath at all? Thou'lt come no more,

Never, never, never, never, never!»
Perché un cane, un cavallo, un topo hanno vita

e tu nemmeno un respiro? Tu non tornerai più,

Mai, mai, mai, mai, mai più!»
(William Shakespeare, Re Lear)
In questo caso si tratta di un'opera scritta ben nove anni dopo la morte di Hamnet, mentre la prima opera che Shakespeare scrisse dopo la sua morte, secondo la cronologia abitualmente accettata, è l'Enrico V, dove compare il personaggio più comico e sarcastico dell'intera sua opera, sir Falstaff. Elemento, questo, completamente in antitesi con la drammaticità dell'evento subìto.